# Bislée
Bislée é uma comuna francesa na região administrativa de Grande Leste, no departamento de Meuse. Estende-se por uma área de 4,96 km². Em 2010 a comuna tinha 66 habitantes (densidade: 13,3 hab./km²).